# Rio Onor
Onor é um rio internacional que nasce em Espanha e que passa pela antiga freguesia de Rio de Onor, até desaguar no Rio Sabor.